# Stockwerk

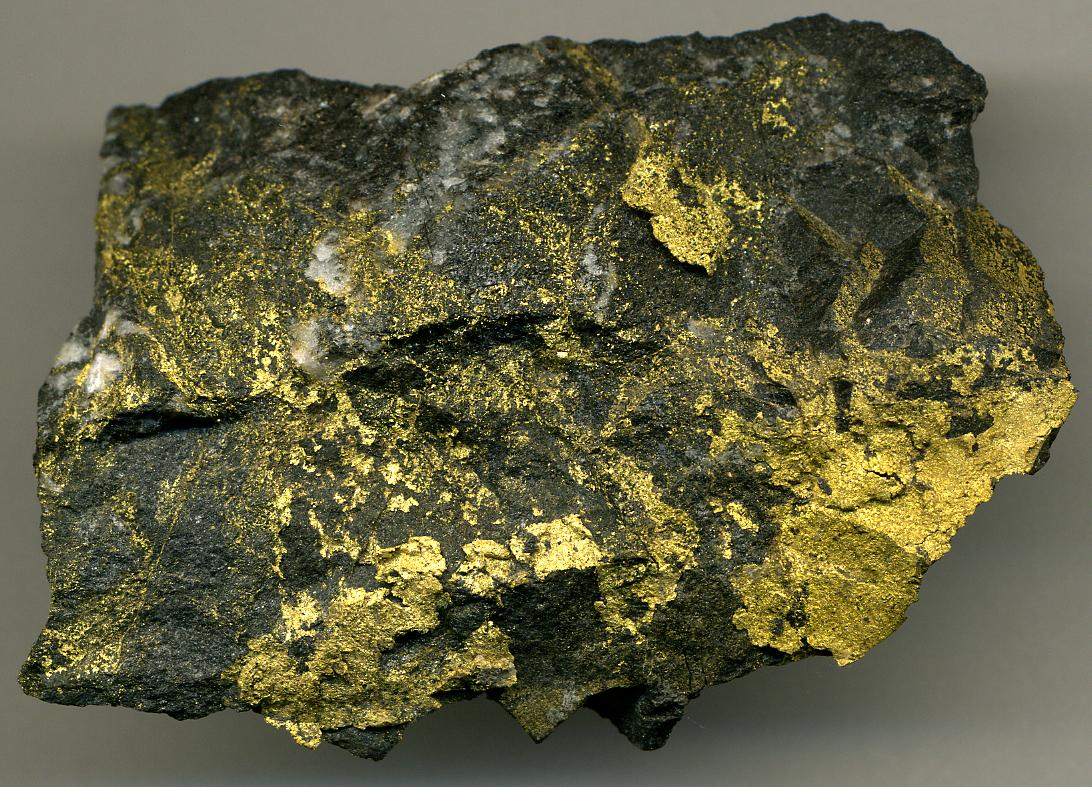
Échantillon de minerai d'or provenant de la mine Red Lake, constitué d'un stockwerk de veinules remplies d'or (largeur de l'échantillon : 6,6 cm).

En géologie, un stockwerk est gisement minéral constitué d'un réseau complexe et très dense de petits filons ou veines entrecroisés, ou orientés aléatoirement, structurellement contrôlé. Les stockwerks sont courants dans de nombreux types de gisements de minerai et à greisens. Ils sont également appelés en anglais stringer zones.